# Pseudopodisma nagyi
Pseudopodisma nagyi är en insektsart som beskrevs av Galvagni och Fontana 1996. Pseudopodisma nagyi ingår i släktet Pseudopodisma och familjen gräshoppor. Inga underarter finns listade i Catalogue of Life.